# Samanta Jimenez
Samanta Jimenez est une joueuse néerlandaise de volley-ball née le 1er avril 1993. Elle mesure 1,76 m et joue au poste de libero. 

## Clubs
| Club                        | De        | À         |
| --------------------------- | --------- | --------- |
| HAN Volleybal               | 2008-2009 | 2009-2010 |
| Sliedrecht Sport            | 2010-2011 | 2011-2012 |
| VC Weert                    | 2012-2013 | 2012-2013 |
| Peelpush                    | 2013-2014 | 2013-2014 |
| Quimper Volley 29           | 2014-2015 | 2014-2015 |
| VC Marcq-en-Barœul          | 2015-2016 | 2016-2017 |
| Union Sportive de Villejuif | 2017-2018 | …         |

## Palmarès
- Championnat des Pays-Bas
  - Vainqueur : 2012.
- Coupe des Pays-Bas
  - Vainqueur : 2012.
  - Finaliste : 2014.
- Supercoupe des Pays-Bas
  - Vainqueur : 2012.